# Font de Fabregada
La Font de Fabregada és una font del terme municipal de Sant Esteve de la Sarga, del Pallars Jussà, dins del territori de l'antic poble de Fabregada. És a 1.005 msnm, a llevant del Coll de Fabregada, a tocar -davant- del santuari de la Mare de Déu de Fabregada.